# Kosteva Pastiľ
Kosteva Pastiľ, dříve česky také Kosťova Pastiľ, ukrajinsky Костева Пастіль, maďarsky Nagypásztély nebo Kosztovapásztély, je osada obce Roztocká Pastiľ ve velkoberezňanské vesnické komunitě, v okresu Užhorod, v Zakarpatské oblasti Ukrajiny. V roce 2025 zde žilo 304 obyvatel.

## Historie
Do uzavření Trianonské smlouvy byla ves součástí Uherska, poté byla  součástí Československa. V roce 1921 zde žilo 422 obyvatel,  z toho 11 Čechoslováků, 391 Rusínů, 9 Maďarů a 8 Židů. Od 15. dubna 1939 byla obec součástí samostatného státu Karpatská Ukrajina; za několik dní pak bylo Zakarpatí obsazeno maďarskými vojsky. Od roku 1945 byla součástí Ukrajinské sovětské socialistické republiky, která byla součástí SSSR. Od roku 1991 je součástí nezávislé Ukrajiny.